# Ecologia urbana

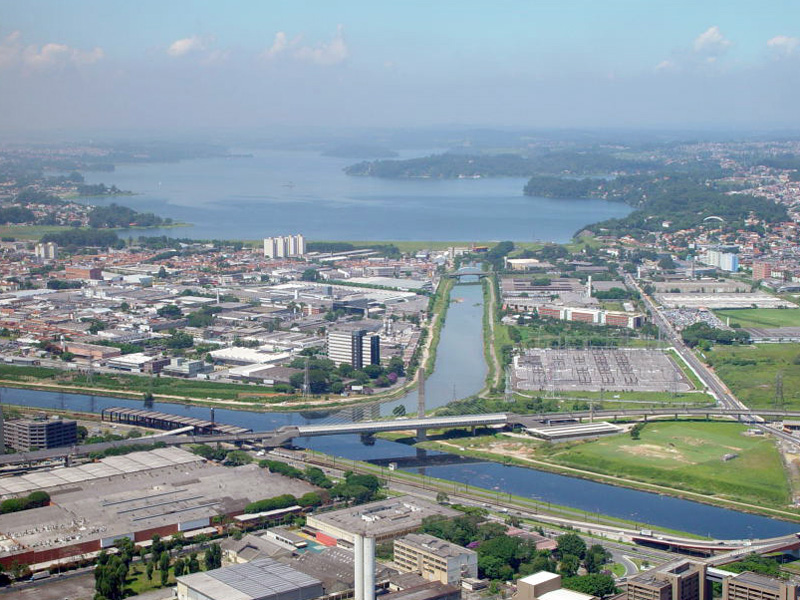
Rios e Represa de Guarapiranga, na zona sul de São Paulo.

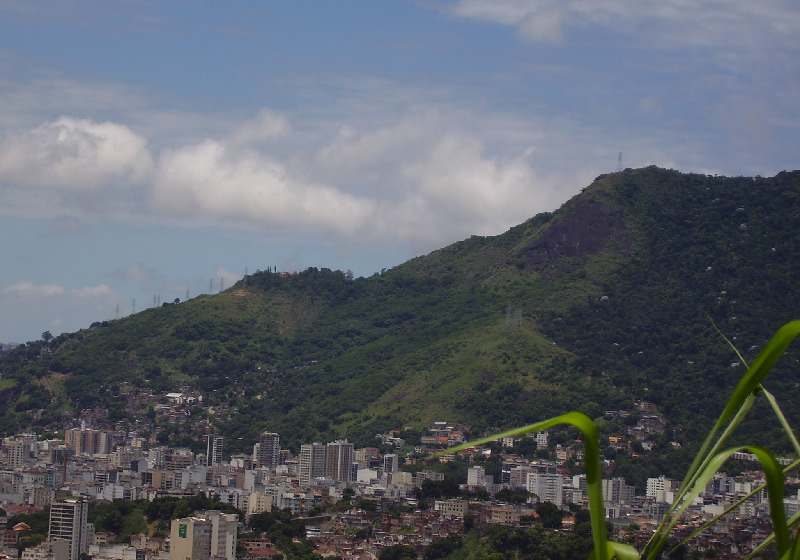
Ocupação urbana na Reserva Florestal do Grajaú, na zona norte do Rio de Janeiro.

Ecologia urbana é o estudo científico da relação dos organismos vivos entre si e com seus arredores em um ambiente urbano. Um ambiente urbano se refere a ambientes dominados por edifícios residenciais e comerciais de alta densidade, superfícies pavimentadas e outros fatores urbanos que criam uma paisagem única. O objetivo da ecologia urbana é atingir um equilíbrio entre a cultura humana e o ambiente natural.
A ecologia urbana é um campo de estudo recente em comparação à ecologia. Ecologistas urbanos estudam árvores, rios, vida selvagem e áreas livres que podem ser encontradas nas cidades para entender até que ponto esses recursos são afetados pela poluição, urbanização e outras formas de pressão causadas pelos seres humanos.

## Importância
Estudos em ecologia urbana servem como parâmetros para um conceito de cidades como parte de um ecossistema vivo.
O estudo da ecologia urbana tem importância crescente visto que mais da metade (55%) da população humana vive em áreas urbanas, um número que deverá aumentar para 70% até 2050. Os processos ecológicos no ambiente urbano são comparáveis àqueles fora do contexto urbano. No entanto, os tipos de habitats urbanos e as espécies que os habitam são costumeiramente mal documentados, razão pela qual mais pesquisas precisam ser feitas em ecologia urbana.
Ao longo da História, pode-se ver claramente que o meio ambiente foi alterado de forma radical. Por esse motivo, a ecologia urbana adquiriu grande importância, tornando-se essencial para o estudo das relações entre os seres vivos e o meio ambiente em que vivem. Como exemplo, temos as nascentes de água e reservas subterrâneas, que são infectadas ou extintas através da ocupação e utilização descontrolada das mesmas. Essa dura realidade faz-se evidente nas grandes cidades com altos índices de poluição ambiental, gerada após anos de descaso com os recursos naturais presentes restantes no meio urbano.
Aplicar políticas que visem a conscientização acerca de problemas ambientais urbanos e a introdução à cultura de sustentabilidade na população é fundamental para garantir uma condição de vida melhor para todos e potencializar a utilização ecologicamente correta dos meios sustentáveis.

## História
Historicamente, a ecologia tem se concentrado em ambientes naturais, mas a partir da década de 1970 muitos ecologistas começaram a voltar seu interesse para interações ecológicas que ocorrem e são causadas por ambientes urbanos. No século XIX, naturalistas como Malthus, De Candolle, Lyell e Darwin descobriram que a competição por recursos era crucial no controle do crescimento populacional e é um fator de extinção. Este conceito foi a base da ecologia evolutiva. O livro de Jean-Marie Pelt de 1977, The Re-Naturalized Human (O Homem Re-Naturalizado), a publicação de Brian Davis de 1978 Urbanization and the diversity of insects (Urbanização e a diversidade dos insetos), e o artigo de Sukopp et al. de 1979 The soil, flora and vegetation of Berlin's wastelands (O solo, a flora e a vegetação dos terrenos baldios de Berlim) são algumas das primeiras publicações a reconhecer a importância da ecologia urbana como uma forma separada e distinta de ecologia. O livro Landscape Ecology (Ecologia da Paisagem), de Forman e Godron, de 1986, distinguiu pela primeira vez cenários e paisagens urbanas de outras paisagens, dividindo todas as paisagens em cinco grandes tipos, divididos pela intensidade da influência humana, variando de ambientes naturais intocados a centros urbanos.
Os primeiros ecologistas definiram ecologia como o estudo dos organismos e seu ambiente. Com o passar do tempo, a ecologia urbana foi reconhecida como um conceito diverso e complexo que difere na aplicação entre a América do Norte e a Europa. O conceito europeu de ecologia urbana examina a biota das áreas urbanas, enquanto o conceito norte-americano tradicionalmente examina as ciências sociais da paisagem urbana, bem como os fluxos e processos do ecossistema. Já o conceito latino-americano costuma examinar o efeito da atividade humana na biodiversidade e nos fluxos dos ecossistemas urbanos. Um renascimento no desenvolvimento da ecologia urbana ocorreu na década de 1990, sendo iniciado pela Fundação Nacional da Ciência dos EUA que financiou dois centros de pesquisa ecológica urbana de longo prazo, promovendo assim o estudo da ecologia urbana.
O campo da ecologia urbana está se expandindo rapidamente, com um número crescente de centros de pesquisa dedicados ao tema. Entre os pioneiros estão o Urban Ecology Research Laboratory (UERL) da Universidade de Washington, estabelecido em 2001, e o Laboratório de Ecología Urbana (LEU) da Universidad Estatal a Distancia da Costa Rica, fundado em 2008. O UERL em Washington é especializado em analisar padrões de paisagens urbanas, funções de ecossistemas, modelar mudanças na cobertura do solo e desenvolver cenários para adaptação urbana dentro do estado. Em contraste, o LEU da Costa Rica se destaca como o primeiro centro de pesquisa do mundo dedicado exclusivamente ao estudo de ecossistemas urbanos tropicais. A pesquisa conduzida no LEU abrange várias facetas da ecologia urbana, incluindo biodiversidade, os impactos das mudanças climáticas nas cidades e suas áreas circundantes (particularmente terras altas tropicais) e as intrincadas interações entre atividades humanas e ambientes urbanos.

## Métodos
Visto que a ecologia urbana é uma área derivada da ecologia, muitas das suas técnicas são semelhantes às da ecologia. Técnicas de estudo ecológico têm sido desenvolvidas ao longo dos séculos, mas muitas das técnicas usadas para ecologia urbana foram desenvolvidas mais recentemente. Os métodos usados para estudar ecologia urbana envolvem técnicas químicas e bioquímicas, registros de temperatura, mapeamento de calor, sensoriamento remoto e locais de pesquisa ecológica de longo prazo.

### Técnicas químicas e bioquímicas
Técnicas químicas podem ser usadas para determinar concentrações de poluentes e seus efeitos. Os testes podem ser tão simples quanto mergulhar uma tira de teste, como no caso do teste de pH, ou mais complexos, como no caso do exame da variação espacial e temporal da contaminação por metais pesados devido ao escoamento industrial. Nesse estudo em particular, fígados de pássaros de muitas regiões do Mar do Norte foram moídos e o mercúrio foi extraído. Além disso, o mercúrio contido nas penas foi extraído de pássaros vivos e de espécimes de museu para testar os níveis de mercúrio ao longo de muitas décadas. Por meio dessas duas medições diferentes, os pesquisadores foram capazes de montar uma imagem complexa da propagação do mercúrio devido ao escoamento industrial, tanto espacial quanto temporalmente.
Outras técnicas químicas incluem testes para identificar nitratos, fosfatos, sulfatos, etc., que são comumente associados a poluentes urbanos, como fertilizantes e subprodutos industriais. Esses fluxos bioquímicos são estudados na atmosfera (por exemplo, gases do efeito estufa), ecossistemas aquáticos e nematoides do solo. Efeitos de amplo alcance desses fluxos bioquímicos podem ser vistos em vários aspectos dos ecossistemas urbanos e rurais circundantes.

### Dados de temperatura e mapeamento de calor
Dados de temperatura podem ser usados em vários tipos de estudos. Um aspecto importante desses dados é sua capacidade de correlacionar a temperatura com vários fatores que podem estar afetando ou ocorrendo no ambiente. Muitas vezes, os dados de temperatura são coletados a longo prazo pelo Office of Oceanic and Atmospheric Research (OAR, em português Escritório de Pesquisa Oceânica e Atmosférica) e disponibilizados à comunidade científica por meio da National Oceanic and Atmospheric Administration (NOAA, em português Administração de Pesquisa Oceânica e Atmosférica). Os dados podem ser sobrepostos com mapas de terreno, características urbanas e outras dados espaciais para criar mapas de calor. Esses mapas de calor podem ser usados para visualizar tendências ao longo do tempo e do espaço.

### Sensoriamento remoto
Sensoriamento remoto é a técnica na qual dados são coletados de locais distantes por meio do uso de imagens de satélite, radar e fotografias aéreas. Na ecologia urbana, o sensoriamento remoto é usado para coletar dados sobre terreno, padrões climáticos, luz e vegetação. Uma aplicação do sensoriamento remoto na ecologia urbana é na detecção da produtividade de uma área medindo os comprimentos de onda fotossintéticos da luz emitida. Imagens de satélite também podem ser usadas para detectar diferenças na temperatura e diversidade da paisagem decorrentes dos efeitos da urbanização.

### LTER e conjuntos de dados de longo prazo
A pesquisa ecológica de longo prazo (Long Term Ecological Research, LTER) é conduzida em locais de pesquisa financiados pelo governo estadunidense que coletam dados confiáveis durante um longo período de tempo para identificar tendências climáticas ou ecológicas de longo prazo. Esses locais fornecem dados temporais e espaciais de longo prazo, como temperatura média, precipitação e outros processos ecológicos. O principal objetivo dos LTER para ecologistas urbanos é a coleta de grandes quantidades de dados que cubram longos períodos de tempo. Esses conjuntos de dados de longo prazo podem então ser analisados para encontrar tendências relacionadas aos efeitos do ambiente urbano em vários processos ecológicos, como diversidade e abundância de espécies ao longo do tempo. Outro exemplo é a análise das tendências de temperatura que decorrem do crescimento dos centros urbanos.

## Efeitos urbanos no meio ambiente
Os humanos são a força motriz por trás da ecologia urbana e influenciam o meio ambiente de várias maneiras - a urbanização é um exemplo importante. A urbanização está ligada a processos sociais, econômicos e ambientais. Existem seis aspectos principais decorrentes da urbanização: poluição do ar, ecossistemas, uso da terra, ciclos biogeoquímicos, poluição da água, gestão de resíduos sólidos e clima. A urbanização foi impulsionada pela migração para as cidades e rapidamente resultou em sérias implicações ambientais como o aumento das emissões de carbono, consumo de energia e malefícios à ecologia local. Apesar dos impactos, a ecologia urbana busca identificar os desafios e encontrar soluções. As cidades abrigam uma quantidade abundante de ecologistas educados, financeiramente bem-sucedidos e inovadores que estão ampliando o envolvimento da ciência nos processos das políticas urbanas. A intersecção da abordagem de múltiplos processos/sistemas integrados que pode facilmente emergir dentro de uma cidade inclui cinco características que podem enfatizar essa mudança fundamental a um baixo custo. Essas soluções são abordagens integradas, abrangentes e multifuncionais que falam aos contextos sociais, econômicos e culturais das cidades. Eles levam em consideração os aspectos químicos, biofísicos e ecológicos que definem os sistemas urbanos, incluindo escolhas de estilo de vida que estão interligadas com a cultura de uma cidade. No entanto, apesar de adaptar as oportunidades em que uma cidade pode participar, os resultados dos conceitos que os pesquisadores desenvolveram permanecem incertos.

### Modificação de terras e cursos de água
Os humanos exigem um alta demanda por terras não apenas para construir centros urbanos, mas também para construir áreas suburbanas para moradia. A terra também é alocada para a agricultura para sustentar a crescente população da cidade. A expansão de cidades e áreas suburbanas necessita de desmatamento correspondente para atender aos requisitos de uso da terra e recursos da urbanização. Um exemplo claro disso é o desmatamento causado pelas decisões do governo brasileiro a partir da década de 40, influenciado por um pensamento altamente desenvolvimentista. As grandes levas de migrantes que se deslocaram para regiões da Amazônia e do Pantanal iniciaram um processo de desmatamento e extração desenfreada que resulta até hoje em tragédias ambientais.
Junto com a manipulação da terra para atender às necessidades humanas, os recursos hídricos naturais, como rios e córregos, também são modificados em estabelecimentos urbanos. A modificação pode vir na forma de represas, canais artificiais e até mesmo a reversão de rios. A reversão do fluxo do Rio Chicago é um grande exemplo de modificação ambiental urbana. A modificação de sistemas aquáticos em áreas urbanas também resulta na diminuição da diversidade de córregos e no aumento da poluição. Áreas urbanas em cenários desérticos naturais geralmente trazem água de áreas distantes para sustentar a população humana, o que provavelmente terá efeitos no clima desértico local. Este é o caso do canal Qosh Tepa, que tem como objetivo desviar a água do rio Amu Dária, que é o mais extenso rio da Ásia Central, e garantir o suprimento hídrico do Afeganistão, mas que pode piorar ainda mais a escassez de água no Mar de Aral.

### Comércio, transporte e disseminação de espécies invasoras
Tanto o transporte local quanto o comércio de longa distância são necessários para atender às demandas de recursos importantes na manutenção de áreas urbanas. As emissões de dióxido de carbono do transporte de mercadorias também contribuem para acumular gases do efeito estufa no ar de ambientes urbanos. Além disso, o transporte facilita a disseminação não intencional de organismos vivos e os introduz em ambientes que eles não habitariam naturalmente. Espécies invasoras ou exóticas são populações de organismos que vivem em uma área para a qual não evoluíram naturalmente, devido à atividade humana intencional. O aumento do transporte entre centros urbanos promove o movimento incidental de espécies animais e vegetais. As espécies invasoras geralmente não têm predadores naturais e representam uma ameaça substancial à dinâmica das populações ecológicas existentes no ambiente em que são introduzidas. As espécies invasoras conseguem ser bem-sucedidas quando são capazes de ter reprodução proliferada devido a ciclos de vida curtos, e aparecem em altas densidades.
Os ratos marrons são uma espécie altamente invasora em ambientes urbanos e são comumente vistos nas ruas e metrôs da cidade de Nova Iorque, onde representam vários efeitos negativos para a infraestrutura, espécies nativas e saúde humana. Os ratos marrons carregam vários tipos de parasitas e patógenos que podem infectar humanos e outros animais. Na cidade de Nova Iorque, um estudo genético explorando a variação do genoma concluiu que vários ratos eram originalmente da Grã-Bretanha.